# پندویلن
پندویلن (به انگلیسی: Pendoylan) یک منطقهٔ مسکونی در بریتانیا است که در ویل آو گلامورگن واقع شده‌است. پندویلن ۴۶۴ نفر جمعیت دارد.